# Abrigo de la Huerta de las Pilas
El abrigo de la Huerta de las Pilas es un abrigo con representaciones rupestres localizado en el término municipal de Los Barrios, provincia de Cádiz (España). Pertenece al conjunto de yacimientos rupestres denominado Arte sureño, muy relacionado con el arte rupestre del arco mediterráneo de la península ibérica. 
Esta cueva fue descubierta por la arqueóloga belga Lya Dams en 1984. Se encuentra situada cerca del núcleo de Los Castillejos, cerca del paraje conocido como La Huerta de las Pilas de donde toma su nombre. El abrigo, de pequeñas dimensiones, contiene varios signos realizados con pigmentos de diferentes colores. Entre las figuras se encuentran varios antropomorfos y zoomorfos y otros signos de difícil interpretación. Uno de ellos, según su descubridora, representa una embarcación realizada en persepectiva. Aparece como una barca moderna sin remos aunque varios autores han apuntado a un error de interpretación por parte de la investigadora.